# Lennewehr Hohenlimburg

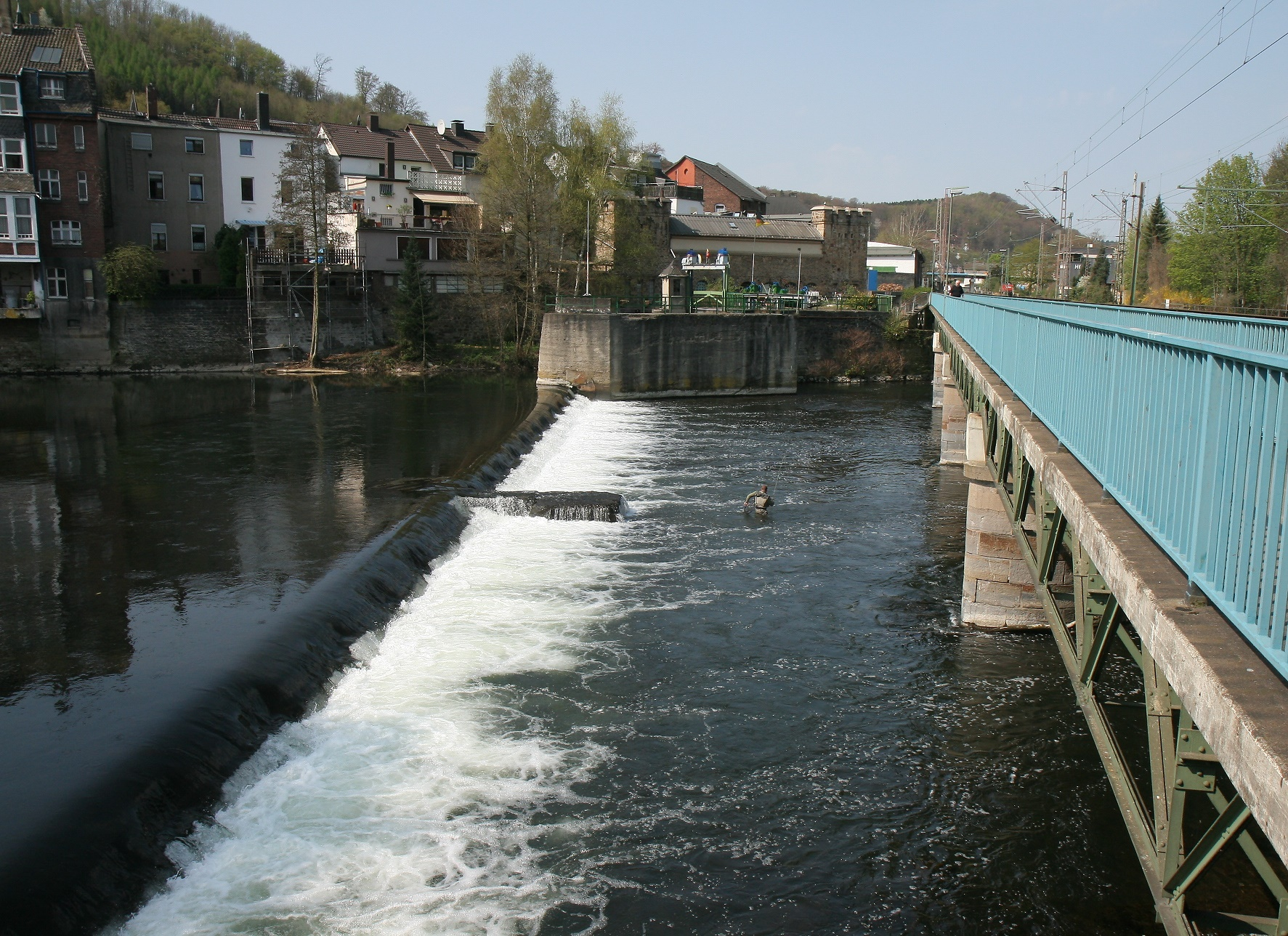
Lennewehr Hohenlimburg

Das Lennewehr Hohenlimburg ist eine als Kulturdenkmal geschütztes Wehr in dem Fluss Lenne in der nordrhein-westfälischen Stadt Hagen, Ortsteil Hohenlimburg.

## Geschichte
Das Lennewehr Hohenlimburg, welches sich neben der Hohenlimburger Lennebrücke der Ruhr-Sieg-Strecke befindet, wurde um 1900 zusammen mit einer Turbinenanlage errichtet, um die Wasserkraft des Flusses zu nutzen. Bei dem Wehr zweigte ein Obergraben zu dem 1963 stillgelegten Wasserkraftwerk ab, der im Jahr 1970 fast vollständig verfüllt und seitdem überbaut wurde. Ebenfalls als Teil des Ensembles geschützt ist ein burgenähnliches Gebäude hinter dem Wehr, das ursprünglich als Anstreicherwerkstatt diente und auch um 1900 erbaut sein dürfte.